# Marc Feuillée
Marc Feuillée, nacido el 1 de septiembre de 1962 en el distrito 15 de París, es un director de prensa francés.
Desde 2011 es director general del grupo Figaro.

## Biografía

### Educación
Hijo de un académico, asistió a la escuela en Dijon. Se licenció en economía por la Universidad de París 1 Panthéon-Sorbonne y se graduó en la HEC Paris y en el Instituto de Estudios Políticos de París.

### Carrera
Tras una experiencia como interventor de gestión en Hachette entre 1987 y 1990, en el grupo Lagardère, se convirtió en director financiero de L'Express.
A partir de 1996, asumió el cargo de director adjunto de la revista especializada en distribución LSA, luego volvió en 1998 a trabajar en el grupo L'Express como director general y luego presidente del consejo de administración en 2006, tras la marcha del periodista Denis Jeambar, mientras ocupaba jefe del Sindicato de la Prensa de Revistas, el SPM, en 2010, que agrupa a 600 revistas y representa 1,7 mil millones de ejemplares de tirada anual.
En enero de 2011 relevó a Francis Morel como director general de Le Figaro.